# アラン (初代リッチモンド伯)

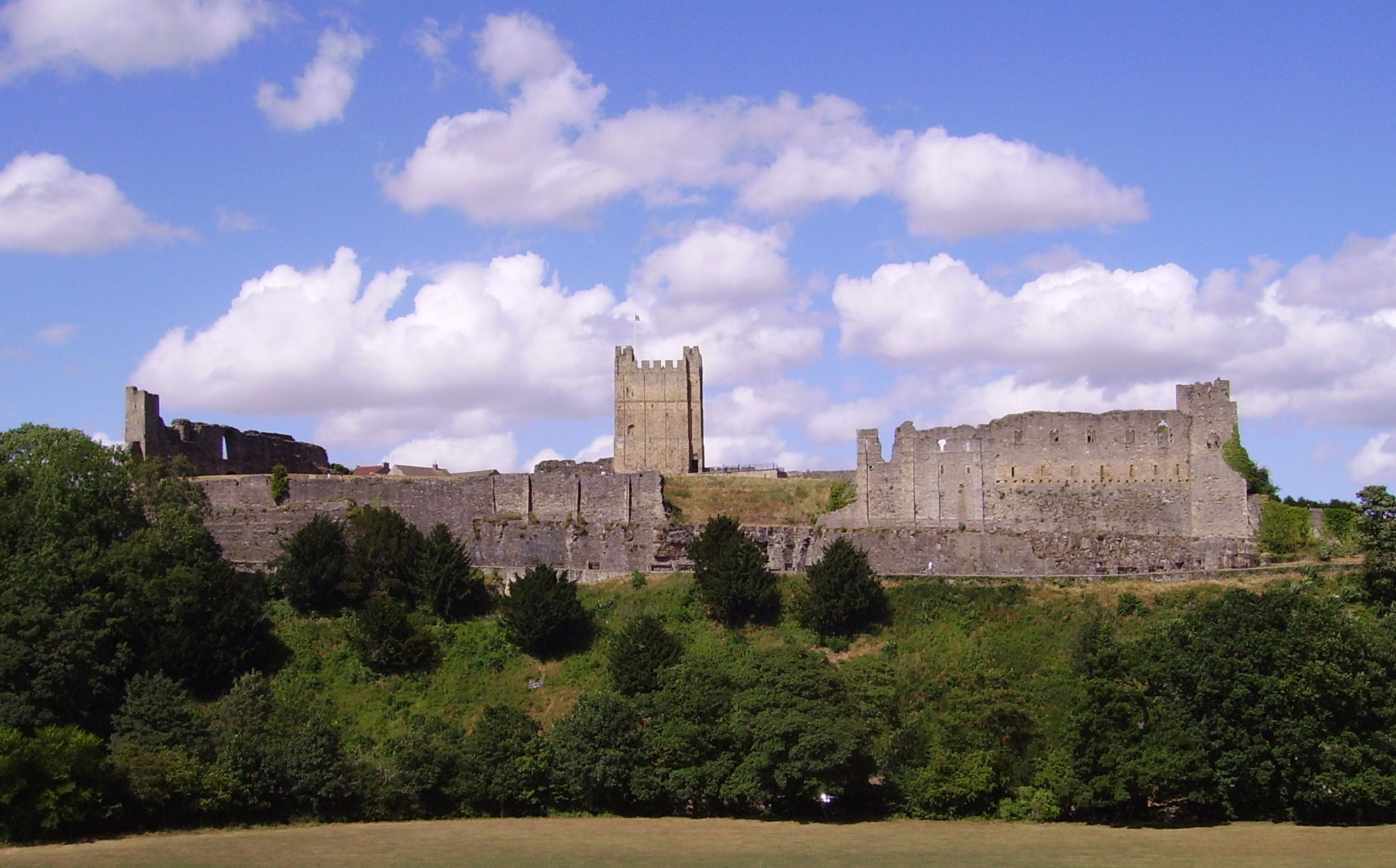
リッチモンド城

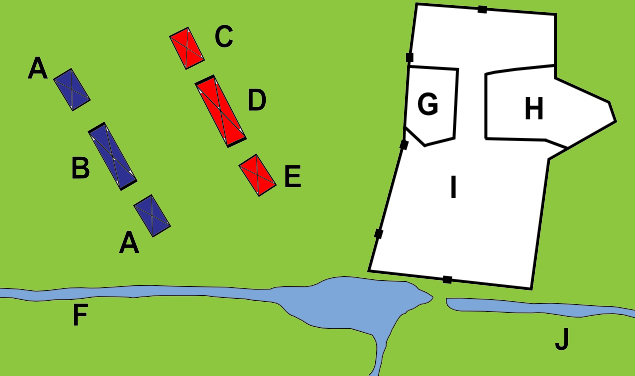
リンカーンの戦い（1141年）；アランはスティーブン王の左側に陣を構えた；A - ウェールズ軍；B - グロスター伯ロバート；C - アラン黒伯；D - スティーブン王；E - ウィリアム；F - フォス・ダイク；G - リンカーン城；H - リンカーン大聖堂；I - リンカーンの街；J - ウィザム川

初代リッチモンド伯アラン（英語：Alan, 1st Earl of Richmond, ブリトン語：Alan Penteur, 1100年以前 - 1146年9月15日）は、イングランド王スティーブンのために戦ったブルターニュ貴族。アラン黒伯（英語：Alan the Black、フランス語：Alain le Noir）といわれる。トレギエ伯スティーヴンとアヴォワーズ・ド・ガンガン（ブロワ伯ティボー3世の娘）の三男。

## 生涯
リッチモンド領（en）はアランの伯父アラン・ルーフスによって創設されたが、アラン・ルーフスには嗣子がなく、領地は弟アラン黒伯およびスティーヴンが継承した。1135/6年のスティーヴンの死後、ブルターニュの領地は長男ジョフロワ2世が継承し、イングランドの領地であるリッチモンド領はアランが継承した。無政府時代の間は、ジョフロワはマティルダとその夫アンジュー伯ジョフロワ5世を支持したが、アランはスティーブンと同盟を結んだ。アランはブルターニュ公コナン3世の娘ベルト・ド・ブルターニュと結婚した。これは恐らくマティルダとの戦いにおいて、ブルターニュをスティーブン側につけるために動きであったとみられる。また、ブルターニュ公コナン3世との同盟を進めるためでもあった。スティーブンはアランを初代リッチモンド伯とした。加えて、アランの別の叔父ブライアンがかつてコーンウォールを領有していたというアランの主張を認め、アランをコーンウォール伯として認めた。1141年のリンカーンの戦いの後、アランは4代チェスター伯ラヌルフ・ド・ガーノンに捕らわれ、コーンウォール伯領を諦めるまで拷問された。
アランは1146年までに死去し、ベガール修道院に埋葬された。アランの死後、妃ベルトはブルターニュに戻った。
息子コナン4世がリッチモンド伯位を継承し、後にブルターニュ公位も継承した。

## 子女
ベルト・ド・ブルターニュの間に以下の子女をもうけた。
- コナン4世 - リッチモンド伯、ブルターニュ公[3]
- コンスタンス - ロアン子爵アラン3世と結婚[3]
- エノグエン - サン＝シュルピス女子修道院長

また、以下の庶子がいる。
- ブライアン・フィッツアラン -